# William Craven (3e baron Craven)
Pour les articles homonymes, voir William Craven.
 (février 2014).
Si vous disposez d'ouvrages ou d'articles de référence ou si vous connaissez des sites web de qualité traitant du thème abordé ici, merci de compléter l'article en donnant les références utiles à sa vérifiabilité et en les liant à la section « Notes et références ».
Sir William Craven (1700 – 10 août 1739), 3e baron Craven (en), est un homme politique britannique, membre de la Chambre des lords de 1711 à 1739.